# 多洛雷斯縣 (科羅拉多州)
多洛雷斯縣（英語：Dolores County）是美国科羅拉多州西部的一個縣，西鄰犹他州，面積2,766平方公里。根據2020年美國人口普查，共有人口2,326人。縣治鳩河（Dove Creek）。該縣成立於1881年2月19日，縣名來自多洛雷斯河。